# Courtesoult-et-Gatey
Courtesoult-et-Gatey és un municipi francès situat al departament de l'Alt Saona i a la regió de Borgonya - Franc Comtat. L'any 2007 tenia 62 habitants.

## Demografia

### Població
El 2007 la població de fet de Courtesoult-et-Gatey era de 62 persones. Hi havia 28 famílies, de les quals 12 eren unipersonals (4 homes vivint sols i 8 dones vivint soles), 8 parelles sense fills i 8 parelles amb fills.
La població ha evolucionat segons el següent gràfic:
Habitants censats

### Habitatges
El 2007 hi havia 47 habitatges, 30 eren l'habitatge principal de la família, 15 eren segones residències i 2 estaven desocupats. Tots els 47 habitatges eren cases. Dels 30 habitatges principals, 29 estaven ocupats pels seus propietaris i 1 estava llogat i ocupat pels llogaters; 3 tenien tres cambres, 6 en tenien quatre i 21 en tenien cinc o més. 25 habitatges disposaven pel capbaix d'una plaça de pàrquing. A 13 habitatges hi havia un automòbil i a 13 n'hi havia dos o més.

### Piràmide de població
La piràmide de població per edats i sexe el 2009 era:
| Homes | Edats   | Dones |
| ----- | ------- | ----- |
| 0     | 95 o +  | 0     |
| 0     | 90 a 94 | 0     |
| 0     | 85 a 89 | 0     |
| 0     | 80 a 84 | 0     |
| 0     | 75 a 79 | 0     |
| 8     | 70 a 74 | 4     |
| 4     | 65 a 69 | 4     |
| 0     | 60 a 64 | 4     |
| 0     | 55 a 59 | 4     |
| 0     | 50 a 54 | 0     |
| 4     | 45 a 49 | 0     |
| 0     | 40 a 44 | 4     |
| 4     | 35 a 39 | 4     |
| 12    | 30 a 34 | 8     |
| 0     | 25 a 29 | 0     |
| 0     | 20 a 24 | 4     |
| 12    | 15 a 19 | 0     |
| 4     | 10 a 14 | 8     |
| 0     | 5 a 9   | 0     |
| 4     | 0 a 4   | 0     |

## Economia
El 2007 la població en edat de treballar era de 36 persones, 25 eren actives i 11 eren inactives. De les 25 persones actives 24 estaven ocupades (15 homes i 9 dones) i 1 aturada (1 home). De les 11 persones inactives 2 estaven jubilades, 2 estaven estudiant i 7 estaven classificades com a «altres inactius».
Activitats econòmiques
L'any 2000 a Courtesoult-et-Gatey hi havia 7 explotacions agrícoles que ocupaven un total de 328 hectàrees.

## Poblacions més properes
El següent diagrama mostra les poblacions més properes.